# Tragopogon pseudomajor
Tragopogon pseudomajor là một loài thực vật có hoa trong họ Cúc. Loài này được Nikitin miêu tả khoa học đầu tiên năm 1937.